# Bloqueo de Twitter en Brasil
El bloqueo de X (antes Twitter) en Brasil se dio en el marco de las controversias entre Elon Musk, empresario sudafricano y propietario de dicha plataforma de redes sociales, y Alexandre de Moraes, juez del Supremo Tribunal Federal (STF) de Brasil, que han atraído una importante atención de los medios y provocado intensos debates.
La disputa comenzó en abril de 2024, cuando Musk acusó a Moraes de censura y violar la ley brasileña. Musk afirmó que Moraes estaba imponiendo demandas de censura y solicitando información privada de los usuarios de la plataforma de redes sociales X. En respuesta, Moraes emitió citaciones y amenazó con suspender la plataforma en Brasil si no se cumplían las órdenes judiciales. La decisión se produjo después de que la justicia brasileña investigara a Elon Musk debido a que X restableció cuentas que fueron suspendidas bajo los términos de una orden judicial. El Supremo Tribunal Federal habría ordenado la eliminación de 7 cuentas de extrema derecha asociadas con el ataque al Congreso brasileño de 2023 en Brasilia. 

## Antecedentes
En junio de 2023, Musk dijo que "Twitter no tiene más remedio que obedecer a los gobiernos locales. Si no obedecemos la ley del gobierno local, entonces nos cerrarán. Lo mejor que podemos hacer es acercarnos a la ley en cualquier país, pero es imposible que hagamos más que eso o seremos bloqueados y nuestra gente será arrestada".
Brasil promulgó una Carta de Derechos de Internet en 2014. Entre otras cosas, la ley dice que las plataformas no son legalmente responsables del contenido generado por los usuarios a menos que un tribunal les ordene eliminar el contenido y la plataforma se niegue.
En el período previo al ataque a la Plaza de Tres Poderes de Brasilia de 2023, circuló información errónea sobre las elecciones en una variedad de plataformas de redes sociales, y la gente utilizó las redes sociales para ayudar a planificar el ataque. Después del ataque, Moraes ordenó a varias plataformas de redes sociales, incluida Twitter, que bloquearan cuentas específicas que habían estado involucradas en la planificación, afirmando que las empresas serían multadas si no cumplían. Las órdenes fueron inicialmente selladas antes de que fueran divulgadas por un comité del Congreso de los Estados Unidos.  
En abril de 2023, el Ministerio de Justicia y Seguridad Pública de Brasil solicitó a Twitter que eliminara quinientas cuentas y publicaciones que fomentaban la violencia escolar. La plataforma no accedió a la solicitud hasta que se emitió un decreto ejecutivo, amenazando con multas y una posible prohibición.
En abril de 2024, el periodista estadounidense Michael Shellenberger publicó críticas sobre el juez Alexandre de Moraes en lo que denominó los "Archivos Twitter Brasil".  Shellenberger compartió correos electrónicos de un exejecutivo de Twitter que criticaban las solicitudes del Poder Judicial brasileño de datos de los usuarios de la plataforma, lo que iría en contra de la política de la red social.

## Investigación del Supremo Tribunal Federal
En agosto de 2024, Moraes emitió una citación digital contra Musk, exigiéndole que designara un representante legal para la empresa en Brasil en un plazo de 24 horas, bajo la amenaza de suspender la plataforma de redes sociales. Esta convocatoria fue publicada en la propia plataforma X, generando una importante reacción pública.
En medio de la crisis, X cerró su oficina en Brasil y despidió empleados, aunque la plataforma permaneció activa en el país. Musk justificó la decisión como una medida para proteger al personal de la compañía de las amenazas de prisión y multas impuestas por Moraes. 
El 28 de agosto, Moraes dio a X 24 horas para nombrar a un nuevo representante legal, o X sería suspendido. El plazo de 24 horas pasó sin que se nombrara a un nuevo representante. 
La Corte Suprema de Brasil suspendió la red social en el país después de que Musk no cumpliera con sus obligaciones legales durante una ofensiva contra la desinformación. La tensión creció cuando Musk se negó a bloquear las cuentas vinculadas al expresidente Jair Bolsonaro. Musk respondió acusando a Moraes de socavar la democracia.
Finalmente, tras bloquear las 9 cuentas solicitadas y pagar multas por alrededor de cinco millones de dólares estadounidenses, la justicia brasilera autorizó el desbloqueo de la red social.

## Bloqueo
El 30 de agosto de 2024, Alexandre de Moraes ordenó a los proveedores de servicios de Internet que bloquearan el acceso a Twitter, impuso una multa diaria de 50.000 reales a los usuarios que eludieran la prohibición a través de redes privadas virtuales (VPN) y congeló las finanzas de Starlink en Brasil.  Para hacer cumplir la orden de suspensión contra Twitter, Moraes ordenó a la Agencia Nacional de Telecomunicaciones de Brasil (ANATEL) que tomara medidas. La orden permanecerá vigente hasta que la plataforma cumpla con las decisiones del Supremo Tribunal Federal, pague multas por un total de R$ 18,3 millones y designe un representante en Brasil, un requisito basado en la ley del país. Moraes también había dado instrucciones a Apple y Google para que eliminaran las aplicaciones de Twitter y VPN de sus tiendas virtuales, pero mitigó esa decisión el mismo día, ordenando en cambio el retiro de las aplicaciones VPN en las tiendas virtuales hasta que haya una manifestación de X en los registros de las aplicaciones.
En la orden, Moraes describió a Musk como un "forajido" que "permitiría la difusión masiva de desinformación, discursos de odio y ataques al estado democrático de derecho, violando la libre elección del electorado, al mantener a los votantes alejados de la información real y precisa".
Twitter comenzó a suspenderse aproximadamente a las 12:10 a.m. (UTC−03:00) del 31 de agosto.El 1 de septiembre, Starlink le dijo a ANATEL que no obedecería la orden de bloquear Twitter hasta que se descongelaran sus activos, pero dio marcha atrás dos días después, diciendo que cumpliría. El 2 de septiembre, un panel de cinco jueces de la Corte Suprema confirmó la prohibición.
El 13 de septiembre, Moraes descongeló las finanzas de Starlink después de que el gobierno brasileño tomara R$ 18,35 millones de X y Starlink para cubrir las multas adeudadas. X, sin embargo, permaneció bloqueado.

## Reacciones

### Elon Musk
Musk calificó a Moraes de "dictador brutal" y afirmó que la Justicia estaba intentando censurar cuentas populares en Brasil, incluidas las de políticos y figuras públicas. Estas acusaciones intensificaron aún más el conflicto entre ambos.
Poco después de su suspensión, Twitter creó la cuenta "@AlexandreFiles", supuestamente para arrojar "luz sobre los abusos de la ley brasileña cometidos por Alexandre de Moraes".  La cuenta comenzó a publicar pedidos sellados de Moraes el 31 de agosto.  Las órdenes no han sido redactadas y han revelado información privada, incluidos los números de Seguro Social.
Musk retuiteó llamados a la protesta y a la destitución de Moraes. También sugirió que el gobierno de Estados Unidos interviniera, confiscando los activos brasileños y deteniendo la ayuda extranjera.